# Magical Girl Lyrical Nanoha A’s
Magical Girl Lyrical Nanoha A's (яп. 魔法少女リリカルなのは エース Mahō Shōjo Ririkaru Nanoha Ēsu) — 13-серийное аниме, являющееся продолжением сериала Magical Girl Lyrical Nanoha. На 2012 год анонсирована адаптация сериала в виде фильма под названием Magical Girl Lyrical Nanoha The Movie 2nd A's.

## Сюжет
В прошлом существовал могущественный артефакт «Книга ночного неба» (яп. 夜天の書 ятэн-но сё) предназначенный для сбора знаний о магии. По неясным причинам один из прежних владельцев изменил назначение артефакта, сделав из него «Книгу тьмы» (яп. 闇の書 ями-но сё). Теперь Книга тьмы сама выбирает себе владельца. Вместе с книгой новый владелец получает в своё распоряжение четырёх рыцарей: Сигнум, Виту, Зафир и Самал. В их задачи входит как служение хозяину книги, так и сбор энергии, заполняющей страницы книги. Энергия может быть отнята как у магов, так и у магических созданий, но лишь один раз у каждой цели. После того как книга полностью заполнится, энергия используется для уничтожения, а владелец гибнет. Сама же книга исчезает и через некоторое время возрождается где-либо ещё. В случае её уничтожения происходит то же самое. Если же владелец долгое время не заполняет книгу, она начинает поглощать его самого.
В начале сюжета книга достается девятилетней девочке по имени Хаятэ Ягами, ноги которой не работают из-за странной болезни. Как владелец книги, Хаятэ приказывает рыцарям забыть о сборе энергии и стать её семьей. Однако вскоре рыцари понимают, что болезнь их хозяйки вызвана действием неиспользуемой книги. Не помня об искаженной природе книги, они решают тайно нарушить приказ Хаятэ, в надежде, что, заполнив книгу, смогут спасти свою хозяйку. В поисках энергии для книги рыцари сталкиваются с Нанохой и Фэйт и как следствие, со связанным с Фэйт «Бюро пространства-времени».
В отличие от прежних владельцев, Хаятэ удаётся взять книгу под свой контроль, и она дает ей новое имя — «Рэинфорс». Также удаётся остановить и разрушительную мощь полностью заряженной книги. Тем не менее, понимая, что в любой момент всё может начаться с начала, Рэинфорс позволяет себя уничтожить. Малая её часть, оставшаяся после уничтожения, становится постоянным магическим артефактом Хаятэ.

## Персонажи
- Наноха Такамати — главная героиня и самая сильная волшебница. По характеру добрая и заботливая; встретив незнакомого противника, сперва старается понять причину его враждебности. Такой подход помог ей приобрести нескольких друзей из числа бывших врагов. Её «интеллектуальное устройство» — Raising Heart. В исходном состоянии имеет форму шара красного цвета. Говорит по-английски, Наноху называет «My master». В сражении смогло принимать новую форму — форму превосходства.
- Фэйто (Фейт) Тестаросса ( Харлаоун) — вторая главная героиня, сильная волшебница и лучшая подруга Нанохи. Агент «Бюро пространства-времени» и приёмная дочь Линди. Пытается помогать врагам, как помогла ей Наноха. Тем не менее ведёт себя с людьми очень скромно. Её интеллектуальное устройство — Бардиш. В исходном состоянии имеет вид жёлтого треугольника. Говорит по-английски, Фэйто, невзирая на её пол, называет «сэр». Её преимуществом над Сигнум была скорость, из-за чего она до минимума облегчила свою броню и получила сверхзвуковую форму. Была заключена в «Книге Тьмы», но смогла самостоятельно оттуда выбраться. Придала Бардишу форму меча.
- Хаятэ Ягами — третья главная героиня, хранительница «Книги Тьмы». Её ноги не работали из-за непонятной болезни и со временем она начала прогрессировать. Как владелец книги, Хаятэ приказывает рыцарям забыть о сборе энергии и стать её семьей. Из-за иллюзии Лото и Арии думает, что Фейт и Наноха убили рыцарей. Не выдерживает предательства подруг и активирует «Книгу Тьмы». В отличие от прежних владельцев, Хаятэ удается взять книгу под свой контроль и она дает ей новое имя — «Рэинфорс».
- Кроно Харлаоун — капитан корабля, маг. Сын Линди и позже сводный брат Фейт. Очень серьёзно относится к заданиям. Впоследствии заметно, что он по настоящему любит Фейт.
- Сигнум — глава белканских рыцарей, призванная «Книгой Тьмы». Её магическое устройство Левантин имеет изначальную форму меча и способно менять её. В борьбе полагается на броню. Являлась основным противником Фейт. Не любит нечестные схватки. Если бы не борьба за «Книгу Тьмы», то она хотела бы быть другом Фейт.
- Вита — белканский рыцарь , призванная «Книгой Тьмы». Вспыльчивая девушка, ровесница Нанохи и Фейт. Её магическое устройство Граф Айзен, собрано в виде молота, меняющего свою форму. Её основным противником являлась Наноха. Очень дорожит кроликом, подаренным Хаятэ.
- Зафир — фамильяр, призванный «Книгой Тьмы». Являлся основным противником Арф.
- Самал — белканский  рыцарь, призванная «Книгой Тьмы». В схватках не участвовала, а выступала в качестве поддержки. Имеет 2 магических кольца. Её специальностью является лечение.
- Юно Скрая — маг, археолог и помощник Нанохи. Обычно принимает форму мальчика или хорька. Влюблён в Наноху.
- Арф — фамильяр Фейт. Очень слаженно действует с хозяйкой. Может принимать 3 формы: девушка, большая собака и маленькая собака (для людей).
- Линди Харлаоун — глава корабля «Бюро пространства-времени». Мать Хроно и Фейт.
- Судзука Цукимура  — очень добрая девушка с фиолетовыми волосами. Подруга и одноклассница Нанохи, Судзуки и Фейт. Именно она знакомится с Хаятэ в библиотеке, а затем знакомит с ней подруг.
- Алиса Баннингс — достаточно смелая девочка со светлыми волосами. Подруга и одноклассница Нанохи, Алисы и Фейт. Помогает Фейт, когда ту окружают одноклассники.
- Адмерал Грехем — ветеран «Бюро пространства-времени». Ранее был магом, но после неудачного сражения был спасён членом бюро и приссоеденился к ним. Помогал Хаятэ материально. Хотел уничтожить «Книгу Тьмы» и Хаятэ раз и навсегда.
- Ария Лиззи — питомец адмерала Грехема. Мастер магии, которая обучала Хроно. Очень спокойна и рассудительна. Сначала помогала рыцарям заполнить «Книгу Тьмы», а затем пробудить её.
- Лото Лиззи — близняшка Арии Лиззи и питомец адмирала Грехема. Мастер ближнего боя, которая обучала Хроно. Противоположность сестры по характеру.

## Список и название серий
Трансляция сериала изначально осуществлялась каждую субботу с 1 октября по 24 декабря 2005 года на канале Chiba TV.
| Серия | Японское название           | Русское название                 | Трансляция в Японии  |
| ----- | --------------------------- | -------------------------------- | -------------------- |
| 01    | はじまりは突然になの        | Неожиданное начало               | 1 октября 2005 года  |
| 02    | 戦いの嵐、ふたたびなの      | Вновь с тобой в огонь сражения   | 8 октября 2005 года  |
| 03    | 再会､そしてお引っ越しなの!  | Вперед и вместе!                 | 15 октября 2005 года |
| 04    | 新たなる力、起動なの!       | С новыми силами - в бой!         | 22 октября 2005 года |
| 05    | それは小さな願いなの (前編) | Желание скромное мое (часть 1)   | 29 октября 2005 года |
| 06    | それは小さな願いなの (後編) | Желание скромное мое (часть 2)   | 5 ноября 2005 года   |
| 07    | 壊れた過去と現在となの      | Осколки прошлого и настоящего    | 12 ноября 2005 года  |
| 08    | 悲しい決意、勇気の選択なの  | Грустное решение, отважный выбор | 19 ноября 2005 года  |
| 09    | クリスマス·イブ             | Канун Рождества                  | 26 ноября 2005 года  |
| 10    | 運命                        | Судьба                           | 3 декабря 2005 года  |
| 11    | 聖夜の贈り物                | Рождественские дары              | 10 декабря 2005 года |
| 12    | 夜の終わり、旅の終わり      | Конец ночи, конец пути           | 17 декабря 2005 года |
| 13    | スタンバイ·レディ           | «Всегда готовы!»                 | 24 декабря 2005 года |

## Медиа-издания

### Аниме
Студией  Seven Arcs было создано аниме, состоящее из 13 серий. Режиссёром стал Кэйдзё Кусакава, сценарий был написан Масаки Цудзуки. Показ прошёл по каналам Chiba TV, TV Saitama и TV Kanagawa с 1 октября 2005 года по 24 декабря 2005 года. Музыка была написана Хирояки Сано. В Японии сериал был выпущен в формате DVD.
Позднее сериал был лицензирован студией Geneon для показа англоязычной версии в Соединённых Штатах Америки и Канаде.

### Полнометражный фильм
Полнометражный фильм был создан студией Seven Arcs и выпущен в Японии 14 июля 2012 года. Является ремейком анимационного сериала.

### Манга
Манга на основе оригинального сюжета выпускалась в журнале Megami Magazine. 18 февраля 2006 года компания Gakken выпустила мангу в одном томе.. Описывает события, происходившие параллельно с сюжетом аниме.

### Игры
Компания Namco-Bandai на основе оригинального сюжета выпустила игру Magical Girl Lyrical Nanoha A's Portable: The Battle of Aces для платформы PlayStation Portable. Эта игра является 3D-файтингом с девятью доступными игровыми персонажами. К изданию планируется ещё одна игра — Magical Girl Lyrical Nanoha A's Portable: The Gears of Destiny.